# تیموربلاغ
شهرستان تیموربلاغ (به زبان مغولی: Төмөрбулаг сум، [Tömörbulag sum]؛ ᠲᠡᠮᠦᠷ ᠪᠤᠯᠠᠭ ᠰᠤᠮᠤ، [temür bulaɣ sumu]) یک شهرستان (سُوم) در مغولستان است که در استان خوفسگول واقع شده‌است.

## تقسیمات اداری
شهرستان تیموربلاغ متشکل از ۵ قصبه (باغ) می‌باشد، شامل:
- تاریات (مغولی: Тариат баг، [Tariat bag]؛ ᠲᠠᠷᠢᠶᠠᠲᠤ ᠪᠠᠭ، [tariyatu baɣ])
- تیل (مغولی: Тээл баг، [Teel bag]؛ ᠲᠡᠭᠡᠯᠢ ᠪᠠᠭ، [tegeli baɣ])
- جارغالانت (مغولی: Жаргалант баг، [Žargalant bag]؛ ᠵᠢᠷᠭᠠᠯᠠᠩᠲᠤ ᠪᠠᠭ، [jirɣalaŋtu baɣ])
- سومین‌توف (مغولی: Сумын төв баг، [Sumyn töv bag]؛ ᠰᠤᠮᠤ ᠢᠢᠨ ᠲᠥᠪ ᠪᠠᠭ، [sumu-yin töb baɣ])
- نارین (مغولی: Нарийн баг، [Narijn bag]؛ ᠨᠠᠷᠢᠨ ᠪᠠᠭ، [narin baɣ])